# RAR

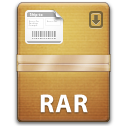
آیکون قدیمی فایل های RAR

RAR یک قالب پرونده‌های رایانه‌ای فشرده سازی است؛ که اصلیت آن در داس بود که بعد از مدتی در سیستم عامل‌های دیگر نیز به وجود آمد. این فرمت متن باز نیست اما نرم‌افزارهای دیگر برای بازکردن این فرمت افزونه‌های لازم را دارا می‌باشند.
این فرمت از نظر قدرت زیاد فشرده‌سازی به نرخ مصرف زمان برای فشرده کردن و بازکردن فایل‌ها شباهت زیادی به 7z دارد.

## تاریخچه نسخه ها
تاریخچه نسخه‌های نرم‌افزار فشرده‌سازی RAR :
- V.1.3 نسخه اولیه که خصوصیت امضاء را ندارد.
- V.1.5
- V.2.0 در نسخه WinRaR 2.0 و Rar برای MS-DOS 2.0 که دارای خصوصیاتی از جمله فشرده‌سازی صوت و تصویر برای عکس‌های رنگی واقعی بیت مپ و صداهای غیر فشرده. معرفی حفاظت از بازیابی داده ها.
- V.2.9 در نسخه WinRaR 3.0 عرضه شد که دارای خصوصیاتی از جمله تغییر پسوند فایل از .rar به .part.rar, تغییر رمزنگاری از حالت CBC به 128-AES.